# Lanze (Lauenburgo)
Lanze é um município da Alemanha, distrito de Lauenburgo, estado de Schleswig-Holstein.